# Рекомендації ICMJE
Рекомендації ICMJE (повний заголовок, «Рекомендації щодо проведення, звітності, редагування та публікації наукової роботи в медичних журналах») — це набір керівних принципів, вироблених Міжнародним комітетом редакторів медичних журналів щодо стандартизації етики, підготовки та форматування рукописів, поданих до біомедичних журналів для публікації. Більшість провідних біомедичних журналів вимагають дотримання рекомендацій ICMJE. Станом на 9 січня 2020 року 5570 журналів у всьому світі заявляють, що дотримуються рекомендацій ICMJE.
Вперше рекомендації були видані в 1979 році під назвою «Єдині вимоги до рукописів, що подаються до біомедичних журналів» (скорочені англ. URM(The Uniform Requirements) і часто скорочуються до «Єдині вимоги»). Після низки переглядів вони отримали свою нинішню назву у 2013 році.

## Міжнародний комітет редакторів медичних журналів
Міжнародний комітет редакторів медичних журналів (англ. International Committee of Medical Journal Editors, (абр.ICMJE)) спочатку був відомий як Ванкуверська група, після їх першої зустрічі у Ванкувері, Британська Колумбія, Канада. Станом на  2017 членами ICMJE є:
- Annals of Internal Medicine
- BMJ
- Бюлетень Всесвітньої організації охорони здоров'я
- Deutsches Ärzteblatt (Німецький медичний журнал)
- Ефіопський журнал наук про здоров'я
- Іранський журнал медичних наук
- Журнал Американської медичної асоціації (англ. JAMA)
- New England Journal of Medicine
- Публічна бібліотека наук
- Журнал корейської медичної науки
- Revista Médica de Chile
- Ланцет
- Національна медична бібліотека США
- Новозеландський медичний журнал
- Світова асоціація медичних редакторів (англ. WAME)
- Ugeskrift for Læger (Датський медичний журнал)

## Стиль цитування
Стиль цитування, пропонований Рекомендаціями ICMJE, який також відомий як система Ванкувера, — це стиль, що використовується Національною медичною бібліотекою США (NLM), кодифікований у Citing Medicine.
Посилання нумеруються послідовно в порядку їх появи в тексті - їх ідентифікують арабськими цифрами, укладеними в дужки.
Приклад цитування журналу:
- Leurs R, Church MK, Taglialatela M. H1-antihistamines: inverse agonism, anti-inflammatory actions and cardiac effects. Clin Exp Allergy 2002 Apr;32(4):489-98.

## Рукописи, що описують інтервенційні клінічні випробування на людях
URM включає мандат на рукописи, що описують інтервенційні випробування на людях, для реєстрації випробувань у реєстрі клінічних випробувань (наприклад, ClinicalTrials.gov) та включення ідентифікаційного номера пробного опису в анотацію статті. URM також вимагає, щоб ця реєстрація була зроблена до реєстрації першого учасника. Дослідження п'яти журналів із високим імпакт-фактором (засновники ICMJE) показало, що лише 89 % опублікованих статей (статті, опубліковані протягом 2010—2011 рр.; про випробування, завершені в 2008 р.) були належним чином зареєстровані до реєстрації першого учасника.

## Розкриття конкуруючих інтересів
ICMJE також розробив єдиний формат для розкриття конкуруючих інтересів у статтях журналів.

## Сіра література
Єдині вимоги були адаптовані Міжнародним наглядовим комітетом GLISC з питань сірої літератури для підготовки науково-технічних звітів, включених до ширшої категорії сірої літератури. Ці Настанови GLISC щодо підготовки науково-технічних звітів перекладено французькою, німецькою, італійською та іспанською мовами та доступні на вебсайті GLISC.

## Альтернативи
Світова асоціація медичних редакторів заснована як альтернатива ICMJE, яка стала «занадто корисливою».